# الصعيد (شبوة)

تعديل مصدري - تعديل

الصعيد هي مدينة ومركز مديرية الصعيد بمحافظة شبوة اليمنية، بلغ تعداد سكانها 1254 نسمة حسب الإحصاء الذي أجري عام 2004.
هي احدي قرى الصلو الكبيرة تتكون من عدة مناطق الصعيد الأعلى والصعيد الأسفل والأكمة القحاف الحصب الحقل النويبة القرين الدقم الحديقة المقابر النجد تعلبان الواد دانس وغيرها
وتحدها من الشرق وادي الحنات ومن الغرب القابلة ومن الجنوب الاشعوب والخلل ومن الشمال حدابة والمثافي
عدد السكان تقريبا 5000 نسمة
عدد السدود 3 سدود سد أثري لا زال صالحا الي اليوم وسد بناه أهل القرية منذ عشرات السنين إلا أنه يحتاج الي بعض الإصلاحات والثالث حديث لكنه لا يخزن ماء ولا يستفاد منه بشي وهو دليل علي فشل الإدارة وفسادها في البلاد.
عدد المساجد 6 مساجد مسجدان اثريان أحدهما في الصعيد الأعلى والآخر في الأكمة وهناك مساجد أخرى تحت الإنشاء

## التعليم
كان التعليم سابقا عبارة عن تدريس القرآن الكريم في المساجد ومن أراد إكمال الدراسة يذهب إلي عدن ثم إلي القري المجاورة البعيدة منه والقريبة
أما الآن فتوجد مدرسة أساسية ثانوية كبيرة للبنين والبنات(علي بن أبي طالب) تخرج منها معظم أبناء القرية
الصحة لم تتوفر الخدمات الصحية إلا في الوقت القريب واستمرت الوحدة الصحية لبضع سنوات حتي أتى من يريد الخراب لها وأعاد إعمارها بشكل سيء مدعيا أنها أفضل من السابق ولم تفعل إلي الآن رغم مضي سنوات علي إكمالها الأمن بعض ألإسعافات الأولية التي يقدمها أحد أفراد القرية الموظف هناك

## المياه
يعتمد أهالي القرية علي الأمطار في تخزين حاجتهم من المياه للشرب حيث ينشئون الخزانات الخاصة بجانب معظم البيوت التي يشتهر بها اليمنيون عامة وأهل الصعيد خاصة ثم علي الآبار المنتشرة والسدود القديمة والجديدة
وبعض الآبار البعيدة.
وتنقل المياه علي رؤوس النساء وظهور الحمير في عصر الميراج والفيراري والمرسيدس.
والآن هناك شبكة مياه محلية بعد مخاض عسير دام أكثر من عشرين سنة لكنهاغير مفعلة بالكامل لأسباب تتعلق بالأسعار الباهظة مقابل عدم توفر الماء أيام الحاجة إليه وتوفره أيام الأمطار وعدم ثقة الناس بالمشروع نظرا لتعثر المشروع لعدة مرات بسبب فساد الإدارة وتعرضه للتكسير والسرقة بعد انتظار الماء سنوات

## الكهرباء
يعتمد أهل القرية علي الأنواع المختلفة من المصابيح منها الغازية والكيروسينية التي بالكاد تضيء حولها نظرا لعدم توفر الكهرباء إلي اليوم ونحن في القرن الواحد والعشرين
إلا أن هناك أمل بأن تصل إليها الكهرباء ولو بعد سنين.

## النشاطات السكانية
أهم النشاطات السكانية هي:-
الزراعة وتشمل الذرة الرفيعة والدجر والدباء بنوعيه رغم أن هناك العديد من المحاصيل الزراعية التي كانت تزرع في السابق مثل الفاصوليا الذرة الشامية البطاط والبصل البلسن (العدس)الجزر وغيره إلا أن زيادة عدد السكان وقلة الأراضي أدي إلي اعتماد الناس علي البر والأرز المستورد من خاج القرية بل من خارج اليمن

## المعالم الأثرية
المدرسة اليعمدية وقد اندثرت تماما وهي الجانب من سد المدد الذي كان ولايزال يخزن فيه الماء.
- سد المدد هو سد قديم جدا من السدود المنتشرة في اليمن لا يزال يستعمل إلي الآن في أغراض السباحة وتخزين المياه غير الصالحة للشرب والتي تستعمل لسقي الحيوانات.
- قبة السادة عبارة عن قبة لاحد الصالحين كانت مزارا أما الآن بعد انتشار العلم والصلاح لم تعد ذي شان.